# Vela de Crucero

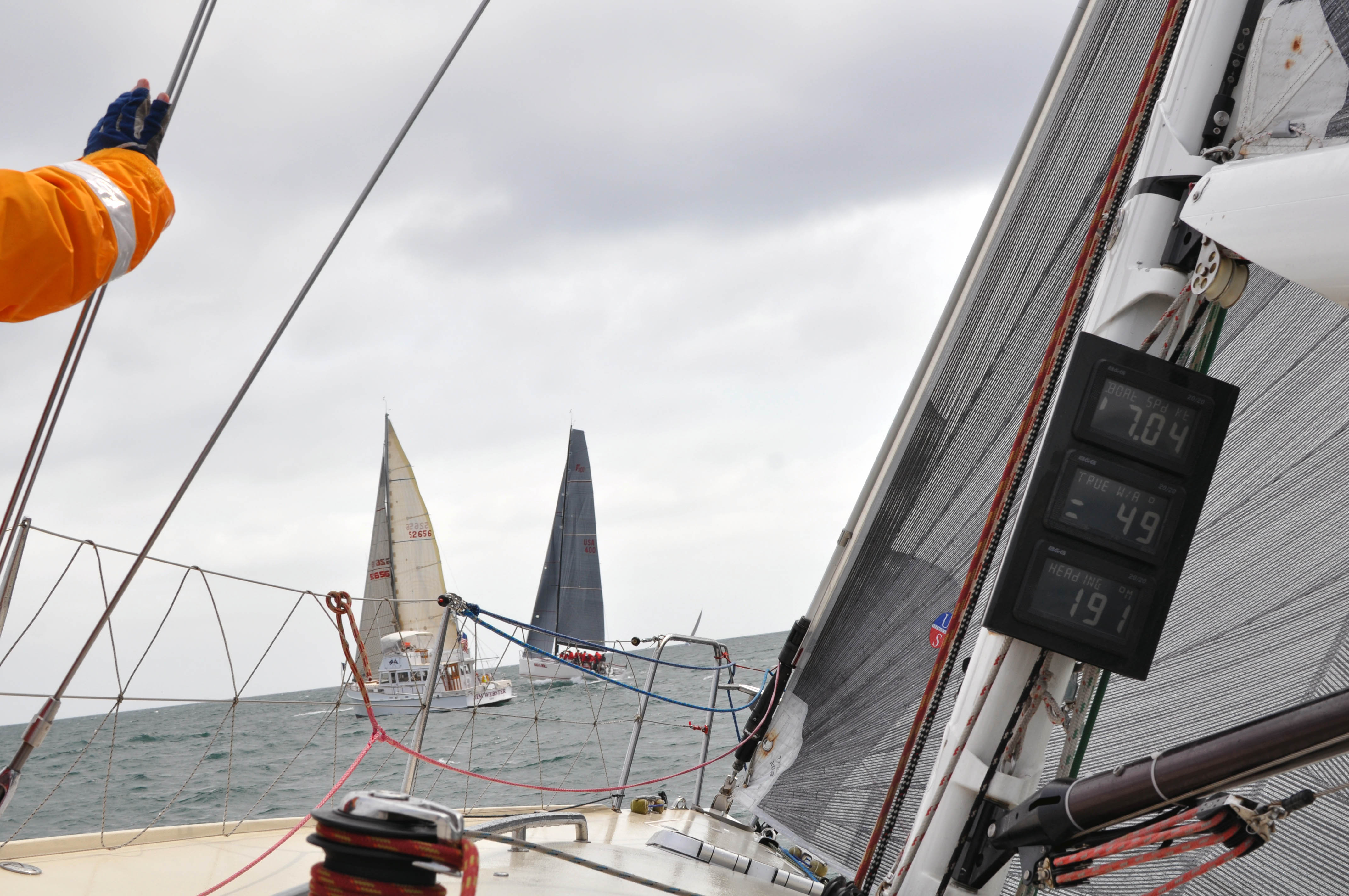
Crucero de regatas.

Vela de crucero es el tipo de navegación que se realiza con veleros de mayor tamaño que los utilizados en la vela ligera, denominados cruceros. Son barcos que suelen disponer de propulsión a motor, aunque solo la utilicen en casos de emergencia o en maniobras fuera de regata, y poseen una estancia, llamada camarote, en el interior del barco, habitable y estanca, esto es, capaz de cerrarse de tal manera que no entre nada de agua.
Los cruceros son uno de los 7 tipos de embarcaciones a vela que reconoce la Federación Internacional de Vela:
- Cruceros
- Embarcaciones con quilla
- Embarcaciones con orza
- Clases olímpicas
- Multicascos
- Tablas
- Radiocontrol

La competición en este tipo de embarcaciones esta supervisada por la Federación Internacional de Vela (ISAF), a través de las diferentes federaciones nacionales que componen este órgano regulador, que fue fundado en octubre de 1907 con el nombre de International Yacht Racing Union (IYRU). El cambio de nombre, de IYRU a ISAF, se produjo el 5 de agosto de 1996. 